# María Cristina Gonzalo Pintor
María Cristina Gonzalo Pintor va ser la tercera llicenciada en Arquitectura a Espanya, a més de ser també la segona meteoròloga.

## Trajectòria professional
María Cristina Gonzalo Pintor va néixer a Santander, el 8 de juny de 1913, tot i que va anar a viure de molt petita a Madrid.
María Cristina Gonzalo Pintor, pertanyent a una generació de dones emprenedores, com Matilde Ucelay i Rita Fernández Queimadelos, entre d'altres, va començar els estudis universitaris abans de l'inici de la guerra civil. Amb Matilde Ucelay coincidí a l'Escola Tècnica Superior de Madrid, l'edifici de la qual va haver de ser adaptat per a la presència de dones en les aules i zones de servei.
L'inici de la guerra civil li impedí llicenciar-se abans de l'any 1940 i, una vegada acabats els estudis, es donà d'alta en el Col·legi Oficial d'Arquitectes de Madrid, al qual pertanyerà fins a 1984, amb més de quaranta-tres anys d'antiguitat en la professió. A partir de 1940 treballà per a la Direcció de Ciutats Devastades, on coincidí amb Rita Fernández Queimadelos.
Va continuar estudiant per obtenir el doctorat, sent una de les primeres doctores en Arquitectura d'Espanya, titulació que obtingué al febrer de 1967. Alhora es va llicenciar en Ciències Físiques i Matemàtiques, a la Universitat de Madrid. Després d'aquests estudis va aconseguir ser la segona dona que ingressava per oposició en el Cos Superior de l'Institut Nacional de Meteorologia, per la qual cosa accedí també al grau militar de comandant d'aviació.
Va ser destinada a Santander (abans de l'inici de la guerra civil) amb la seva mare, vídua, i va exercir tota la seva activitat professional a Cantàbria, fins al moment de la seva jubilació el 31 de desembre de 1978.
En 1946 fou nomenada arquitecta de control del Col·legi Oficial d'Arquitectes de Cantàbria, càrrec que exerciria fins a la seva baixa definitiva del col·legi. Va treballar en l'Observatori Meteorològic de Santander i va ser responsable del servei meteorològic de l'Aeroport de Cantàbria. Va ser arquitecta municipal de Los Corrales de Buelna i va fer molts habitatges i cases unifamiliars en aquesta i altres localitats de Cantàbria (Santander, Comillas, Castro Urdiales, etc.).

## Vida personal
Gonzalo Pintor es va casar amb un mestre d'escola, nascut a Bilbao, Ángel Ausín Careaga, amb qui va tenir tres fills. Gran amant dels esports, sobretot de l'esquí, va arribar a participar en un campionat nacional d'esquí a Candanchú amb Lilí Álvarez, una de les pioneres de l'esport a Espanya.